# Getting On
Getting On är en amerikansk mörk sitcom som sändes i tre säsonger mellan 2013 och 2015.
Serien är en nyinspelning av brittiska Jämna plågor som hade premiär 2009.

## Handling
Getting On följer den överarbetade personalen på ett sjukhus i Los Angeles.

## Rollista i urval
- Laurie Metcalf - Jenna James, läkare
- Alex Borstein - Dawn Forchette, sjuksköterska
- Niecy Nash - Didi Ortley, undersköterska
- Mel Rodriguez - Patsy De La Serda, chefssköterska